# Faro de Isla Tasmania
El Faro de Isla Tasmania  es un faro australiano que está ubicado sobre isla Maatsukyer, a 5,5 kilómetros de la costa sur de Tasmania en Oceania. Fue construido en 2 de abril de 1906.
Fue uno de los faros más aislados de Australia, se encendió por primera vez el 2 de abril de 1906, se automatizó en 1976 y la conversión solar se produjo en 1991. 
En isla Maatsukyer no hay internet, teléfonos, televisión ni supermercados de ningún tipo. En realidad tan solo hay una casa, un faro, una unidad meteorológica y mucha naturaleza. Los componentes del faro de hierro fundido fueron prefabricados en Inglaterra. La isla ahora es parte del parque nacional de Tasmania.
ARLHS AUS160; Almirantazgo K3614. Un helicóptero avastece a la isla y realiza mantenimiento del faro.